# Kamtjijska planina
Kamtjijska planina (bulgariska: Камчийска планина) är en bergskedja i Bulgarien.   Den ligger i regionen Oblast Varna, i den östra delen av landet, 300 km öster om huvudstaden Sofia.
I omgivningarna runt Kamtjijska planina växer i huvudsak lövfällande lövskog. Runt Kamtjijska planina är det ganska tätbefolkat, med 60 invånare per kvadratkilometer.